# Chutney
|  | Per a altres significats, vegeu « Música chutney». |

El chutney és un condiment agredolç elaborat amb fruites o verdures cuites en vinagre amb sucre i espècies. Es fa servir especialment a la cuina dels països del sud d'Àsia i al Regne Unit. Es pot utilitzar fresc o preparar com a conserva. En aquest cas s'han d'esterilitzar al bany maria.
La paraula deriva del sànscrit caṭnī («chatni»). Cap al segle xvii els chutneys es van començar a enviar a la Gran Bretanya i a França com a mercaderia de luxe.
Els chutneys poden ser humits o secs i tenir una textura fina o gruixuda. Com a conservant s'hi pot afegir vinagre o suc de cítrics. Abans el chutney es molia amb la mà però actualment es fan servir aparells elèctrics: s'afegeixen les diverses espècies en un ordre determinat i com a oli es fa servir normalment oli de sèsam o bé oli de cacauet. El chutney accentua i dona brillantor als plats una mica insípids, sobretot als freds (restes de carn bullida, pollastre, aviram, peix, etc.).

## Etimologia i Orígens
La paraula "chutney" prové del mot hindi "chatni" (चटनी), derivat de "chatna" (चाटना), que significa "llepar" o "assaborir". El terme reflecteix la intenció de gaudir dels chutneys com a acompanyaments que potencien els sabors dels plats principals.
Els chutneys han estat esmentats en antics textos culinaris indis, amb orígens que es remunten a al voltant del 500 aC, quan es feien amb herbes i espècies locals. Aquests primers chutneys sovint incloïen ingredients com el tamarinde, el gingebre i el mango, utilitzats per crear salses que equilibraven els sabors dels àpats.

## Varietats de chutney
De chutneys n'hi ha de tota mena ja que són possibles moltes combinacions d'espècies, fruita i verdura. Els del Pakistan i l'Índia solen ser preparats prenent com a base fruites exòtiques (coco, pinya, mango, polpa de tamarinde) i d'altres productes com ara albergínia, poma, pruna, tomàquet, cireres, cebes, raïms, meló, figues, pebrots, dàtils etc.
A la mescla s'hi afegeixen espècies que més sovint són el fenigrec, el coriandre, el comí i l'asafètida (hing), gingebre, llavors de mostassa, bitxo, coriandre, menta (amb coriandre i menta se'n diu hari chutneyez, car hari és la paraula en urdú/hindi per a «verd»).
Els chutneys es poden classificar en dues categories principals: chutneys frescos, destinats a ser consumits immediatament, i chutneys conservats, que es poden emmagatzemar durant períodes més llargs.

### Chutneys Frescos
Els chutneys frescos es fan amb ingredients crus o lleugerament cuinats. Normalment es preparen sense conservants, la qual cosa significa que són molt peribles.

#### Chutneys a Base d'Herbes
Els chutneys a base d'herbes es fan principalment amb herbes fresques com el coriandre, la menta i les fulles de curri. Són habitualment consumits en llars índies i es preparen amb espècies com el comí i els bitxos verds.

##### Chutney de Coriandre

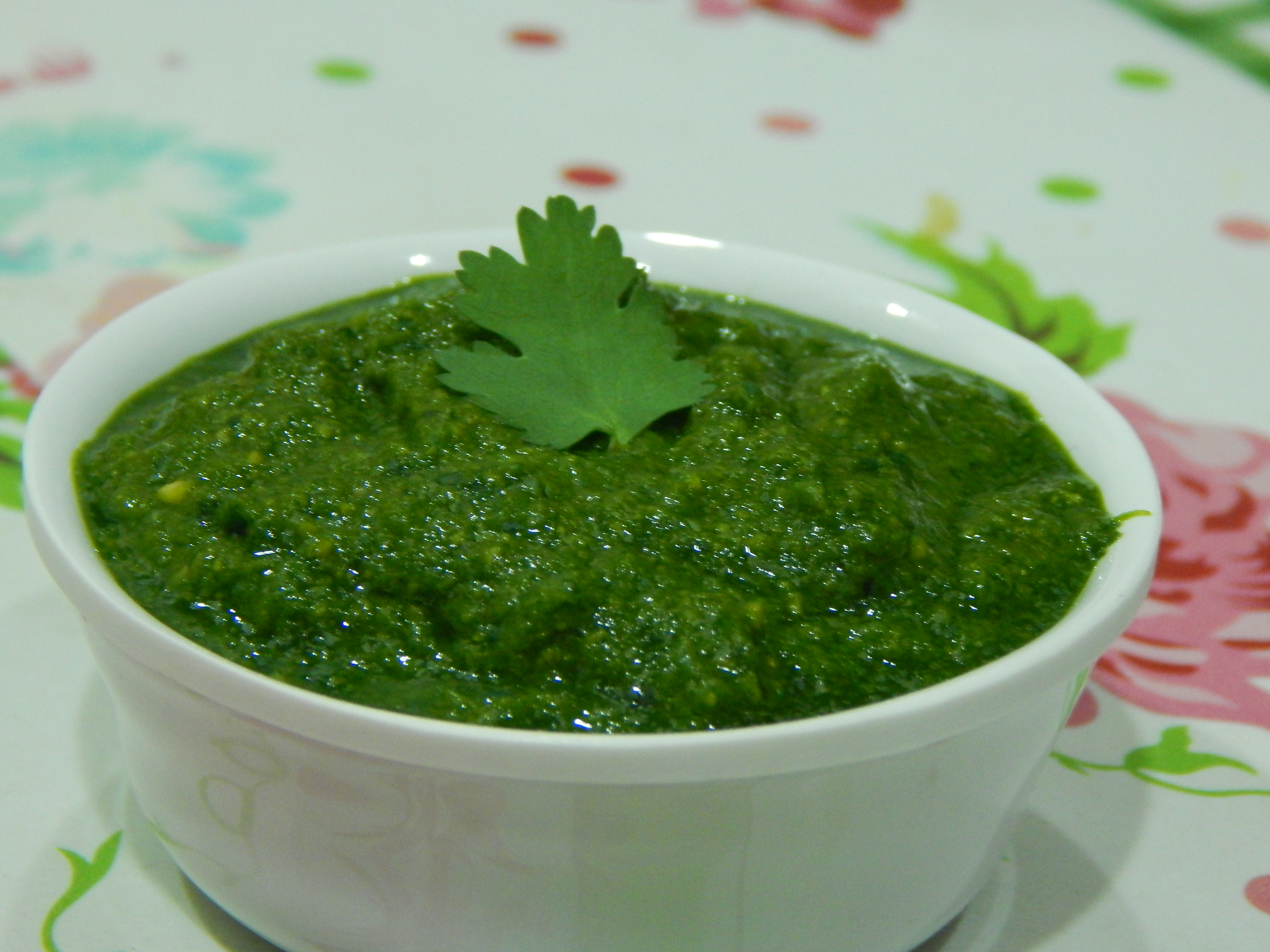
Bol amb chutney de coriandre.

Un chutney verd fet de coriandre fresc, bitxos verds i suc de llima. 

##### Chutney de Menta
Fet amb fulles de menta fresca, aquest chutney és un acompanyament popular per a aperitius indis com les samosses.

##### Chutney de Coco
El chutney de coco és un aliment bàsic de la cuina del sud de l'Índia, sovint servit amb idli i dosa. Consisteix en coco ratllat, llenties torrades i espècies temperades com les llavors de mostassa.

##### Chutneys de Tomata i Ceba
Aquests chutneys són comuns al sud de l'Índia, fets amb tomates, cebes, tamarinde i espècies. El seu sabor varia des d'àcid fins a picant.

### Chutneys Conservats
Els chutneys conservats normalment es cuinen i es poden emmagatzemar durant períodes més llargs utilitzant sucre, vinagre o suc de llima com a conservants. Aquests chutneys són especialment populars a Occident, on es van adaptar al gust britànic durant el període colonial.

### Chutneys a Base de Fruita
Els chutneys a base de fruita combinen sabors dolços i àcids i inclouen ingredients com el mango, el tamarinde i les pomes. El chutney de mango és una de les varietats més conegudes, fet amb sucre, vinagre i espècies.

##### Chutney de Mango

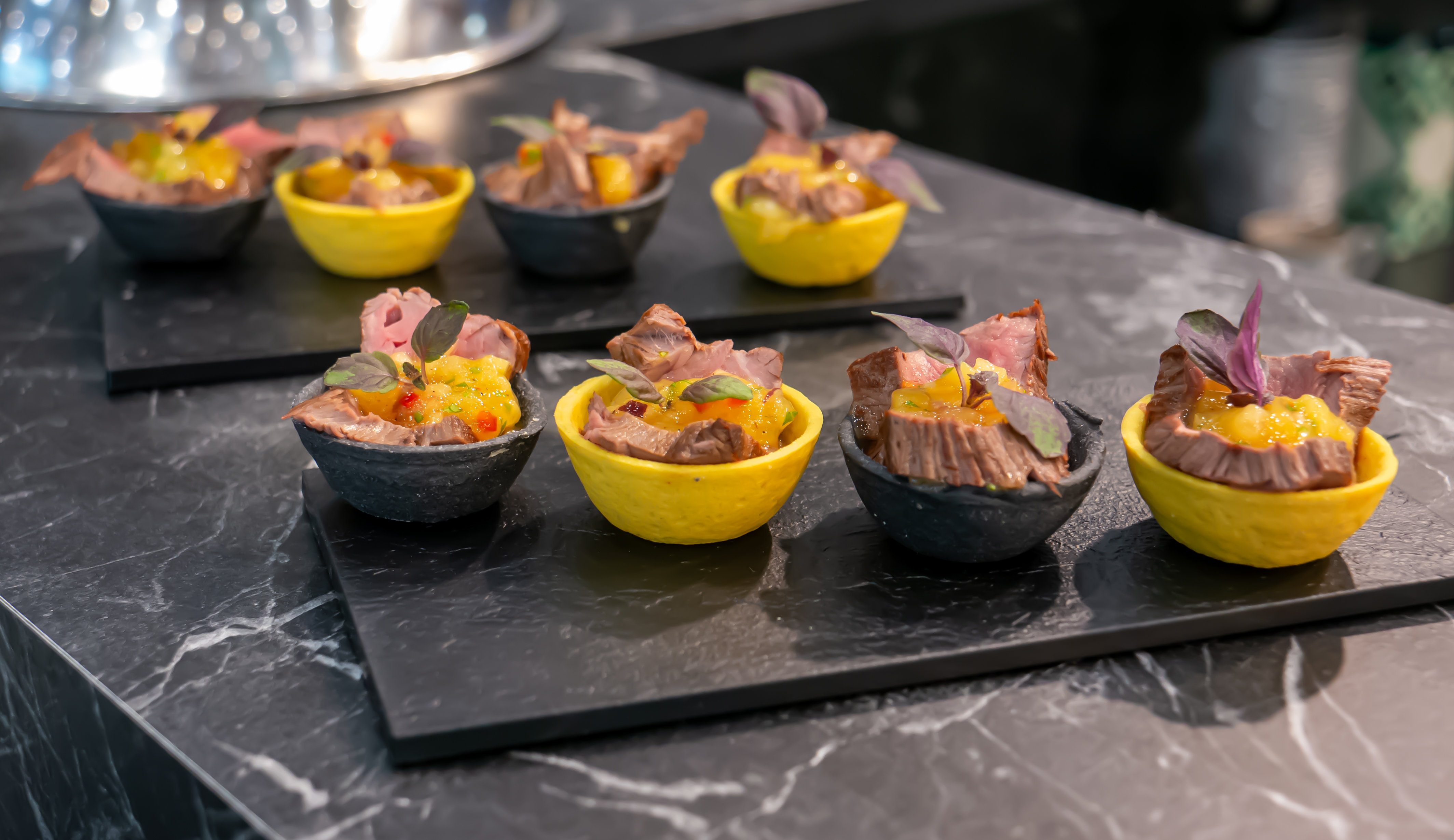
Platets de degustació de carn de vedella guisada amb chutney de mango.

Aquest chutney és un favorit mundial, barrejant mangos madurs amb sucre i espècies. 

##### Chutney de Poma
Una variant popular en la cuina britànica, el chutney de poma utilitza pomes, vinagre i espècies com el clau i la canyella.

##### Chutney de Tamarinde
El chutney de tamarinde (imli chutney) es fa amb polpa de tamarinde, jaggery (sucre de palma) i espècies com el comí torrat i el bitxo en pols. S'utilitza àmpliament en menjars de carrer de l'Índia com el chaat.

##### Chutney de Ceba
Un chutney fet caramel·litzant lentament les cebes, sovint acompanyat de vinagre per allargar la seva vida útil. Aquesta variació és habitual tant en la cuina índia com en la britànica.

### Varietats Regionals de Chutney
Diferents regions de l'Índia han desenvolupat varietats úniques de chutney al llarg del temps, cadascuna reflectint ingredients locals i tradicions culinàries.

##### Nord de l'Índia
Els chutneys del nord de l'Índia inclouen freqüentment ingredients com la menta, el coriandre i el tamarinde. Aquests chutneys són picants i sovint es combinen amb menjars de carrer com els pakores i les samoses.

##### Sud de l'Índia

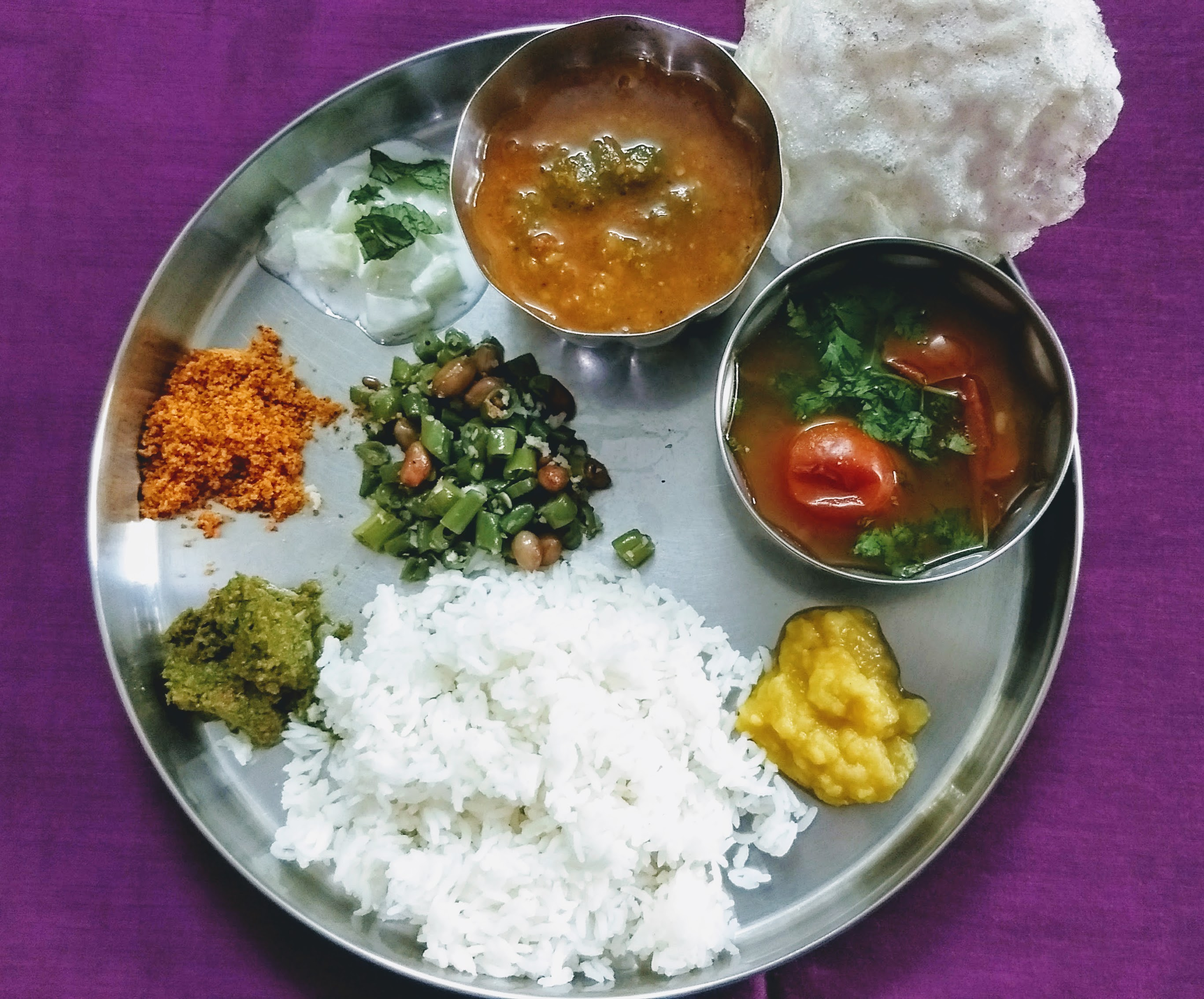
Assortit de la cuina tradicional del Sud de l'Índia

Els chutneys del sud de l'Índia, especialment les varietats de coco i tamarinde, es serveixen amb plats populars com el dosa i l'idli. Aquests chutneys són refrescants i sovint es preparen amb espècies temperades com les llavors de mostassa i les fulles de curri.

##### Bengala Occidental
La cuina bengalí és coneguda pels seus chutneys dolços i àcids fets amb fruites com tomates, mangos i pinyes, sovint servits com a guarnició o postres.

##### Maharashtra
A Maharashtra, els chutneys són típicament picants i fets amb bitxos vermells secs, all i cacauets. Sovint es consumeixen amb pa plans com el bhakri.

### Chutneys en la Cuina Global

##### Regne Unit

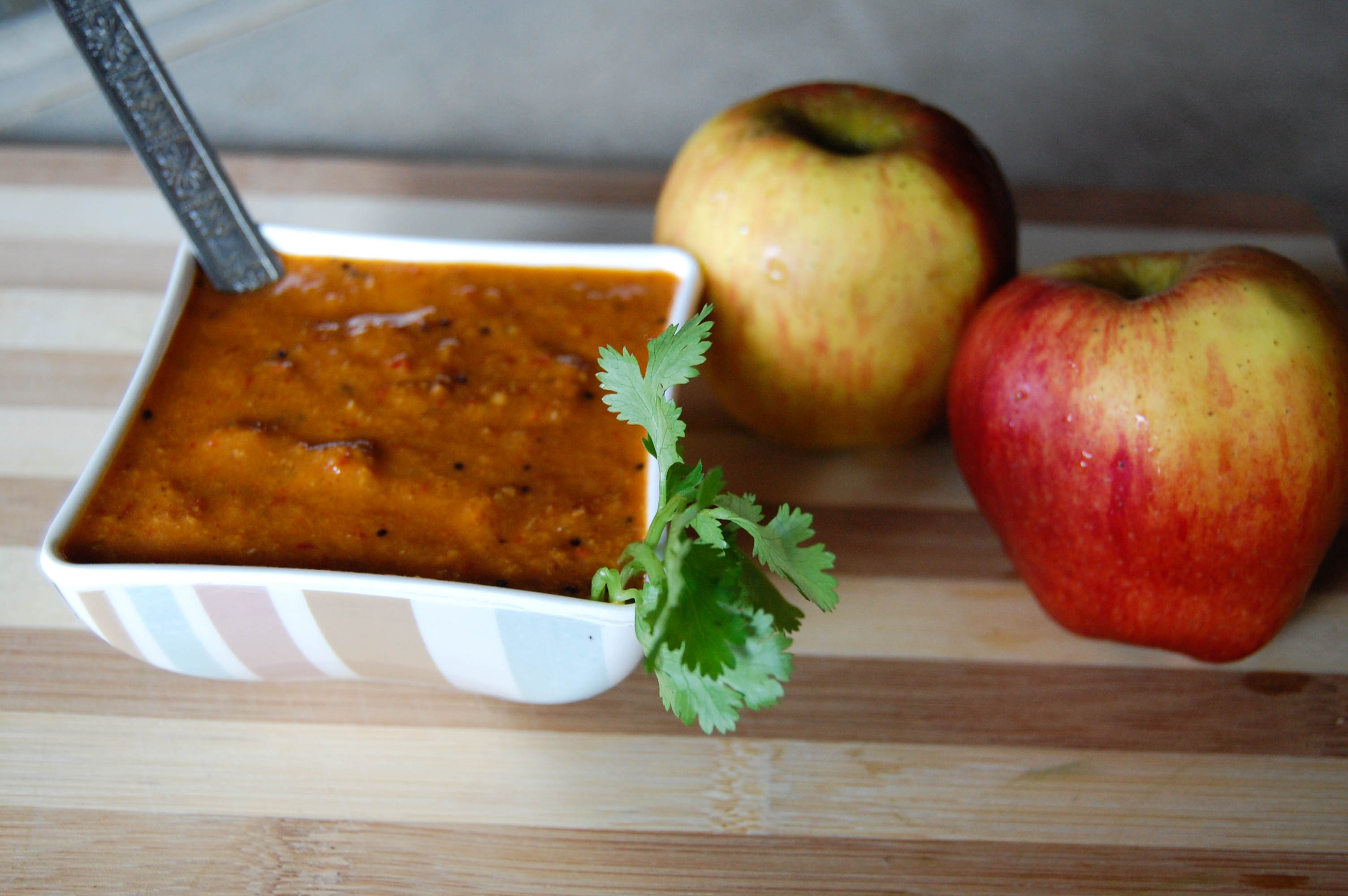
El chutney de poma és típic de la cuina anglo-índia i és ideal per acompanyar la carn de porc.

Els chutneys es van popularitzar al Regne Unit durant l'època colonial, on es van adaptar per satisfer els gustos locals. Els chutneys britànics solen ser dolços, i s'utilitzen més enllà de la cuina índia, combinant-se amb carns, formatges i entrepans.

##### Carib
Al Carib, els chutneys van evolucionar com a resultat de la migració índia durant el segle XIX. Els chutneys fets amb fruites tropicals com el mango i el tamarinde són populars en països com Trinitat i Tobago.

## Beneficis i Estudis Nutricionals del Chutney
El chutney no només millora el sabor dels aliments, sinó que també ofereix diversos beneficis per a la salut, depenent dels ingredients utilitzats. Les investigacions han demostrat que molts chutneys són rics en vitamines, antioxidants i enzims digestius, contribuint a una millor salut.

### Propietats Antioxidants
Els chutneys a base d'herbes, com els fets amb coriandre i menta, són rics en antioxidants, que ajuden a reduir l'estrès oxidatiu en el cos. Una revisió del 2018 va aclarir que el coriandre conté compostos bioactius com flavonoides i polifenols, que poden neutralitzar els radicals lliures i reduir el risc de malalties cròniques.

### Salut Digestiva

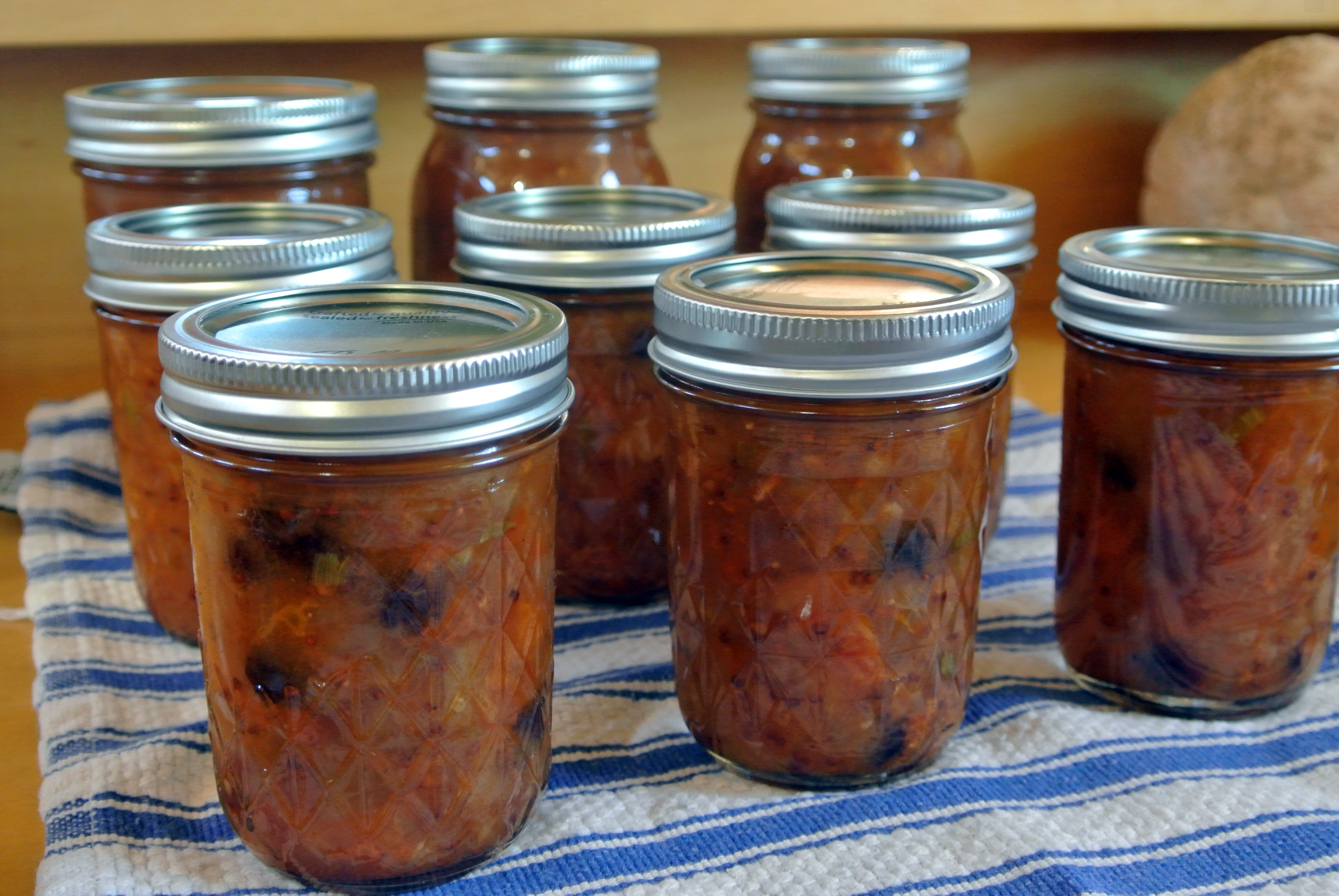
Conserva de chutney.

Els chutneys fets amb tamarinde i gingebre poden promoure la digestió. S'ha demostrat que el tamarinde té propietats laxants, que poden ajudar a alleujar el restrenyiment. El gingebre, sovint utilitzat en chutneys, és conegut per la seva capacitat de reduir les nàusees i millorar la funció digestiva.

### Efectes Antiinflamatoris
Els chutneys que inclouen ingredients com l'all i la cúrcuma poden tenir efectes antiinflamatoris. L'all conté compostos de sofre, com l'al·licina, que s'ha demostrat que redueixen la inflamació i disminueixen el risc de malalties cardíaques.

### Condiment Baix en Calories
En comparació amb moltes salses i dipòsits, els chutneys són relativament baixos en calories. La majoria de chutneys frescos, especialment els basats en herbes, tenen mínims sucres i greixos afegits, cosa que els converteix en una opció més saludable per condimentar els aliments.

### Potencial Probiòtic
Els chutneys fermentats, una variació menys coneguda, poden contenir probiòtics, que contribueixen a la salut intestinal. Aquests tipus de chutneys són més comuns en les pràctiques tradicionals índies i estan vinculats a una millora de la digestió i la immunitat.